# اپرا (فیلم ۲۰۲۰)
اپرا یک فیلم انیمیشن کوتاه کره جنوبی/آمریکایی محصول ۲۰۲۰ توسط اریک اوه است که در فیلم خوک: شعرهای نگهبان سد کار کرده است.

## داستان
نگاهی غیر روایی به بشریت (مذهب، مبارزه طبقاتی، نژادپرستی، جنگ و تروریسم) در یک حلقه در مقیاس وسیع.

## افتخارات و جوایز
در سال ۲۰۲۱، نامزد جایزه اسکار بهترین پویانمایی کوتاه شد.